# (329935) Prévôt
(329935) Prévôt, désignation internationale (329935) Prevot, est un astéroïde de la ceinture principale.

## Description
(329935) Prevot est un astéroïde de la ceinture principale. Il fut découvert le 30 juillet 2005 à Vicques (Jura) par Michel Ory. Il présente une orbite caractérisée par un demi-grand axe de 2,45 UA, une excentricité de 0,23 et une inclinaison de 5,7° par rapport à l'écliptique.

## Compléments